# L'Estère
L'Estère är en kommun i Haiti.   Den ligger i departementet Artibonite, i den centrala delen av landet, 90 km norr om huvudstaden Port-au-Prince. Antalet invånare är 41 068. Arean är 176 kvadratkilometer.
Terrängen i L'Estère är platt åt sydväst, men åt nordost är den kuperad.